# YINSH
YINSH es un juego abstracto del diseñador de juegos Kris Burm. Es el quinto juego que se lanza en el Proyecto GIPF. En el momento de su lanzamiento en 2003, Burm declaró que tenía la intención de que fuera considerado como el sexto y último juego del proyecto, y que el juego que aún no había lanzado, PÜNCT, sería lógicamente el quinto juego. Sin embargo, una entrada en su blog el 19 de junio de 2005 sugiere que está reconsiderando esto.
El juego consiste en mover anillos para voltear discos tipo Reversi.

## Reglas

### Equipo
YINSH se juega en un tablero con forma de estrella parcial de seis puntas con 85 puntos. Las piezas principales son anillos en blanco y negro, de los cuales cada jugador tiene cinco. También se utilizan varios marcadores que son negros por un lado y blancos por el otro (similares a las piezas de Reversi).

### Objetivo
El objetivo del juego es eliminar tres de los propios anillos del juego. Dado que este es el objetivo del juego, acercarse a ganar requiere debilitarse, lo que complica considerablemente la estrategia, ya que un movimiento que lo acerca a ganar el juego puede terminar siendo un movimiento muy pobre.

### Fase de ubicación
El juego comienza con un tablero vacío y continúa en dos fases. Durante la primera fase ambos jugadores, comenzando por las blancas, colocan uno de sus anillos en el tablero en cualquier punto. Una vez que cada jugador juega las cinco piezas, esta fase termina.

### Fase de movimiento
La segunda fase consiste en formar líneas de cinco marcadores, con el propio color boca arriba. Una vez que esto sucede (en el turno de cualquiera de los jugadores), ese jugador elimina los cinco marcadores y también uno de sus anillos. Una vez que un jugador ha eliminado tres de sus anillos, gana el juego.
Un movimiento consta de lo siguiente:
1. El jugador elige uno de sus propios anillos para mover.
2. El jugador coloca un marcador, con su propio color boca arriba, en el medio de ese anillo.
3. El jugador luego mueve el anillo (pero no el marcador) a cualquier espacio desocupado, directamente a lo largo de cualquier línea.

Al mover un anillo, se aplican las siguientes reglas:
- El anillo no puede moverse sobre otros anillos.
- El anillo puede moverse sobre cualquier número de marcadores seguidos. Si lo hace, debe detenerse en el espacio en blanco inmediatamente después del último marcador movido.
  - Todos los marcadores movidos de esta forma se voltean inmediatamente.
- Un movimiento no puede terminar en un espacio ocupado por un marcador.

Es posible, y no es extraño, hacer un movimiento que haga que el oponente tenga una línea de cinco marcadores seguidos. Cuando se hace más de una línea en el mismo movimiento, el jugador que acaba de mover primero resuelve sus propias líneas (si las hay), y luego el otro jugador resuelve sus líneas (si las hay) antes de realizar su siguiente movimiento. Las líneas se resuelven una a la vez, por lo que si un solo marcador es compartido por dos líneas, solo una de esas líneas puede resolverse (pero el jugador elige cuál).
Si todos los marcadores se colocan en el tablero antes de que cualquiera de los jugadores haya ganado, el juego termina, y el ganador es el jugador que ha eliminado más anillos. Si ambos jugadores han eliminado el mismo número de anillos en este punto, el juego termina en empate.

## Videojuegos
No existen versiones oficiales en línea de YINSH, pero hay varias implementaciones no oficiales. En particular, biskai.de y Boardspace.net basados en la web. En dispositivos móviles, existe Shyring para iOS, publicado en diciembre de 2014.